# New York Film Critics Circle Awards
I New York Film Critics Circle Awards sono premi cinematografici assegnati annualmente da una commissione composta da critici cinematografici di pubblicazioni che hanno sede a New York.
Fondato nel 1935, il New York Film Critics Circle è composto da critici cinematografici di pubblicazioni quotidiane e settimanali. L'organizzazione si riunisce ogni anno in dicembre per votare i riconoscimenti da assegnare a film distribuiti negli Stati Uniti nel corso dell'anno.

## Categorie

### Attuali
- Miglior film (dal 1935)
- Miglior regista (dal 1935)
- Miglior attore protagonista (dal 1935)
- Miglior attrice protagonista (dal 1935)
- Miglior attore non protagonista (dal 1969)
- Miglior attrice non protagonista (dal 1969)
- Miglior sceneggiatura (dal 1956)
- Miglior film in lingua straniera (dal 1936)
- Miglior film d'animazione (dal 1999)
- Miglior film di saggistica (dal 1998)
- Miglior fotografia (dal 1980)
- Miglior opera prima (dal 1997)

### Ritirate
- Miglior documentario (1980–1997)
- Miglior regista esordiente (1989–1992; 1994–1996)